# Richard S. Björkdahl
Richard Samuel Björkdahl, född 5 augusti 1888 i Norrköping, Östergötlands län, död 10 juli 1980, var missionär i Kina för Svenska Missionsförbundet.

## Biografi
1911–1913 studerade han vid Missionsförbundets missionsskola i Lidingö. Han avskiljdes till Svenska Missionsförbundets missionär 1913. Han var missionär i Kina 1913–1945 och arbetade i Jianli, Wuchang, Yichang och Huangzhou. 1921 arbetade han med nödhjälpsarbete i provinsen Henan och blev därför dekorerad av kinesiska staten med utmärkelsen "Sädesaxets orden", 6:e klass (六等嘉禾勳章). Under perioden 1943–1945 bistod han också med nödhjälpsarbeten i landet.

## Familj
Richard S. Björkdahls föräldrar var möbelhandlaren Carl Theodor Björkdahl och Agnes Björkdahl f. Öhman. Han gifte sig 1915 med Signe Gertrud Elisabeth Björkdahl, född Gulich, Kinamissionär, samt 1958 med Bengta Margit Zirena Björkdahl, född Larsson, även hon Kinamissionär.